# Rosa pantern (film)
Rosa pantern (engelska: The Pink Panther) är en amerikansk film från 2006 i regi av Shawn Levy. Filmen är löst baserad på Peter Sellers Den rosa pantern från 1963. Rosa pantern hade svensk biopremiär 3 mars 2006 och släpptes på DVD 30 augusti 2006.
Filmen fick en uppföljare 2009, Rosa pantern 2, där Steve Martin återigen spelar rollen som kommissarie Clouseau.

## Handling
En berömd fransk fotbollstränare blir mördad och diamanten Den rosa pantern försvinner. Kommissarie Clouseau utses till att ansvara för utredningen.

## Tagline
Världens största diamant är försvunnen. Bara ett geni kan lösa gåtan. Bara en galning skulle försöka.

## Om filmen
Filmen är inspelad i New York, Paris, Magny en Vexin, Prag, Rom, Teplice och Vancouver.
Filmen hade premiär vid filmfestivalen i L'Alpe d'Huez den 19 januari 2006. Den svenska premiären var den 3 mars samma år, filmen är barntillåten.
David Beckham erbjöds en roll i filmen, men tackade nej.

## Rollista (urval)
- Steve Martin – kommissarie Jacques Clouseau
- Kevin Kline – polischef Dreyfus
- Jean Reno – gendarm Gilbert Ponton
- Emily Mortimer – Nicole
- Kristin Chenoweth – Cherie
- Beyoncé Knowles – Xania
- Clive Owen –  Nigel Boswell/Agent 006 (ej krediterad)

## Musik i filmen
- A Woman Like Me, skriven av Ron Lawrence och Charmelle Cofield, framförd av Beyoncé Knowles
- Tres Tres Chic, skriven av Adam Dorn, framförd av Mocean Worker
- Flea Market, skriven av Gary McFarland, framförd av Gábor Szabó
- Riviera Rendezvous, skriven av Alex Gimeno, framförd av Ursula 1000
- Born to Funk, skriven av Edwin Gruber, Robert Ennemoser och Ed Royal, framförd av Ed Royal featuring Enne
- In the Sun, framförd av Kakapo Kakapo
- Duet: E lui! Desso! Infante ur Don Carlos, skriven av Giuseppe Verdi, framförd av Kungliga Filharmoniska Orkestern
- Dio, che nell'alma infondere ur  Don Carlos, skriven av Giuseppe Verdi, framförd av Kungliga Filharmoniska Orkestern
- Ouvertyren ur Wilhelm Tell, skriven av Gioacchino Rossini
- The Pink Panther Theme (Paul Oakenfold Remix), skriven av Henry Mancini, mixad av Paul Oakenfold
- The Pink Panther Theme (Perfecto Allstarz Remix), skriven av Henry Mancini, mixad av Paul Oakenfold
- The Pink Panther Theme (Malibu Remix), skriven av Henry Mancini, mixad av Chris Manning
- Can't Forget Her Face, skriven och framförd av George Kieffer
- Got to Be Real, skriven av Cheryl Lynn och David Paich, framförd av Cheryl Lynn
- Mystic Voyage, skriven och framförd av Roy Ayers
- Café Cahaca, skriven och framförd av Gilberto Candido
- The Race, skriven av Boris Blank och Dieter Meier, framförd av Yello
- String Quartet in E Flat Major, op. 64, no. 6, skriven av Joseph Haydn, framförd av Kodaly Quartet
- Prelude to Act 1 ur Carmen, skriven av Georges Bizet
- Check On It (Pink Panther), skriven av Beyoncé Knowles, Kaseem Dean, Sean Garrett, Angela Beyince, Stayve Thomas och Henry Mancini, framförd av Beyoncé Knowles featuring Slim Thug